# Viceadmiral (Združeno kraljestvo)
Viceadmiral (izvirno angleško Vice Admiral; okrajšava: VAdm) je trozvezdni vojaški čin zastavnega častnika v uporabi v Kraljevi vojni mornarici.
Viceadmiral je nadrejen kontraadmiralu in podrejen admiralu. V skladu z Natovim standardom STANAG 2116 čin nosi oznako OF-8. Enakovredna čina v Oboroženih silah Združenega kraljestva sta: generalporočnik (Lieutenant-General) pri Britanski kopenski vojski in Kraljevih marincih ter zračni vicemaršal (Air Marshal) pri Kraljevem vojnem letalstvu.

## Zgodovina
Čin izvira iz najmanj iz 16. stoletja, ko je Kraljeva vojna mornarica imela pomorske eskadre z določenimi admirali kot njihovimi poveljniki. Poveljnik je poveljeval eskadri iz ladje v sredi formaciji in tako organiziral delovanje celotne eskadre. Admiralu je pomagal viceadmiral, kateri je poveljeval vodilnim ladjam eskadre, katere so nosile glavnino bojev. V zaledju pomorske eskadre pa se je nahajal še tretji admiral v eskadri, kateri je poveljeval najmanj ogroženim ladjam in je bil tako tudi najmanj izkušen od vseh admiralov. Posledično je viceadmiral ostal drugi najvišji admiralski čin.
Čin viceadmirala pa se ne sme zamenjati s položajem Viceadmirala Združenega kraljestva (Vice-Admiral of the United Kingdom), ki je položaj v Admiraliteti, katerega po navadi zaseda višji (in po možnosti upokojeni) polni admiral ter s položajem Viceadmirala obale (Vice-Admiral of the Coast), danes zastarel položaj, ki je nadziral pomorsko administracijo v vseh pomorskih grofijah Združenega kraljestva.

## Oznake viceadmirala
Oznaka čina viceadmirala je en široki trak z dvema ožjima trakovoma. Od leta 2001, ko velja za trozvezdni čin, se je povečalo tudi število zvezd na oznaki - iz dveh na tri.
- Narokavna oznaka
- Osebna zastava viceadmirala